# Édouard Béliard

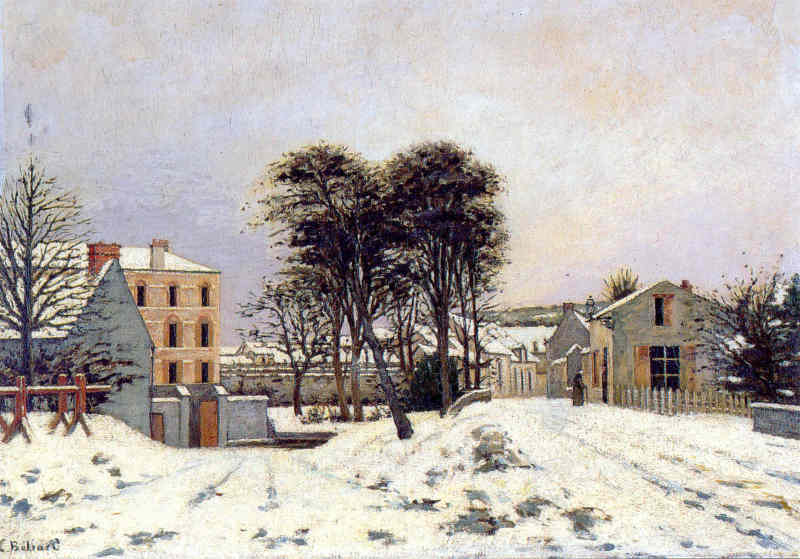
Moulin de chauffour, 1878

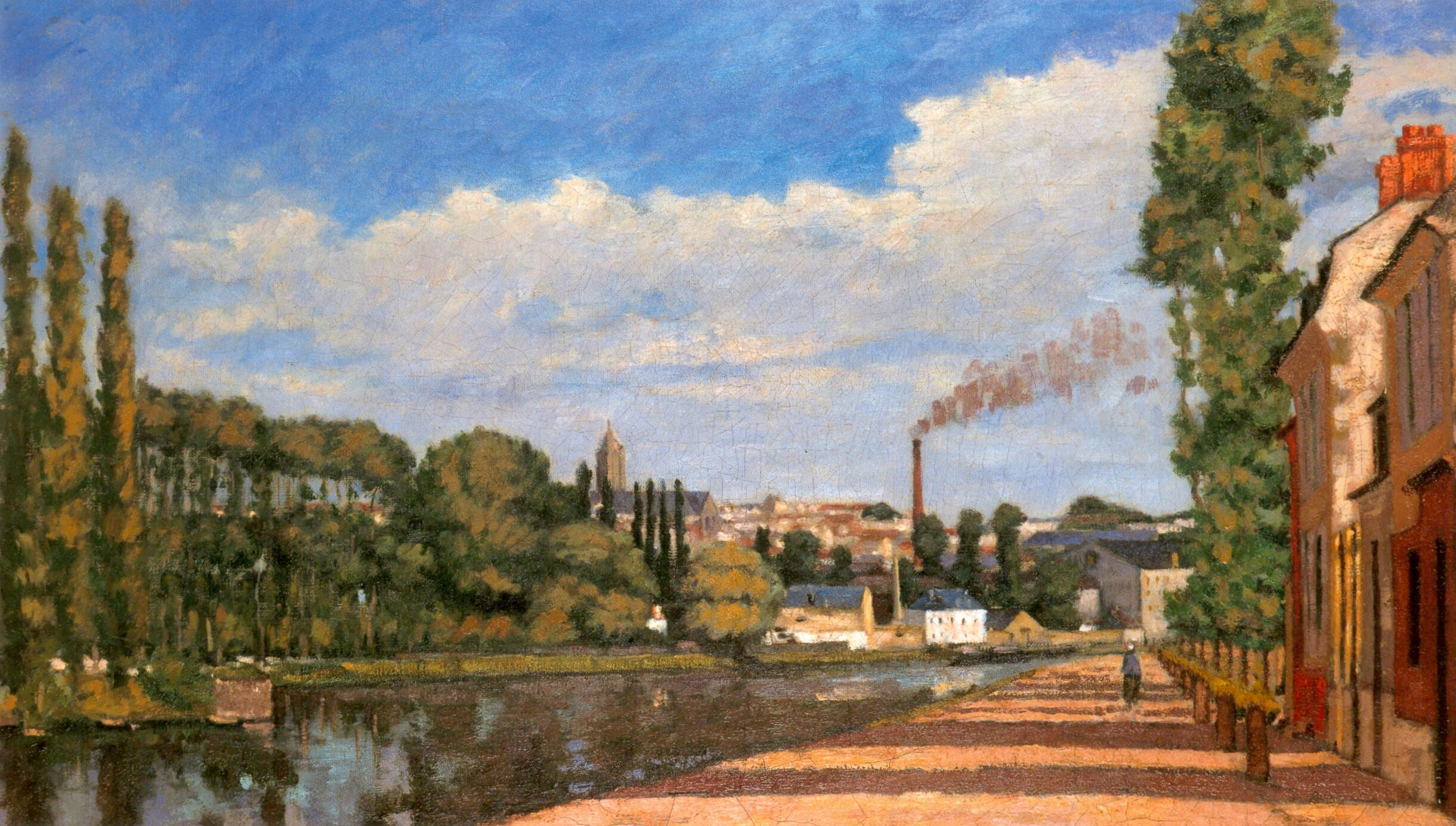
Pontoise, vue depuis l'Écluse, 1874

Edmond-Joseph ('Édouard') Béliard (Parijs, 24 november 1832 - Étampes, 28 november 1912) was een Frans impressionistisch en realistisch kunstschilder en later burgemeester van Étampes.

## Leven en werk
Béliard was de zoon van een Parijs architect en begon zijn loopbaan als assistent en secretaris van een advocaat. Later volgde hij schilderlessen bij Léon Cogniet en Ernest Hébert, waarbij hij werd beïnvloed door Jean-Baptiste Corot. Hij reisde naar Rome, exposeerde in 1867 in de Parijse salon en leefde van 1870 tot 1872 in Londen.
Na zijn terugkeer naar Parijs sloot hij zich aan bij de kring van jonge impressionisten en werd via Edgar Degas betrokken bij de organisatie van de eerste impressionistententoonstelling in 1874, waar hij ook zelf werk exposeerde. Ook aan de tweede tentoonstelling nam hij deel. Hij schilderde vooral landschappen. Later zou hij zich meer en meer distantiëren van de impressionistische principes en vooral nog realistische werken schilderen.
Béliard bracht zijn laatste jaren door in Étampes, nabij Parijs, waar hij van 1892 tot burgemeester werd gekozen, hetgeen hij acht jaar zou blijven. Hij overleed er in 1902.